# Emsing
Emsing ist ein Gemeindeteil des Marktes Titting im Landkreis Eichstätt, Oberbayern in Bayern.

## Lage
Das Pfarrdorf liegt in der südlichen Frankenalb an der Einmündung der Morsbach in die Anlauter im Naturpark Altmühltal. Von Titting ist das Dorf vier, von Altdorf zwei Kilometer entfernt.

## Geschichte
Emsing gilt als „-ing“-Ort als bajuwarische Gründung wahrscheinlich des 6. Jahrhunderts und war bereits christianisiert, als der angelsächsische Mönch Willibald im nahen Eichstätt 740 ein Missionskloster gründete. Von 1158 bis 1169 ist ein Ortsadel nachgewiesen; zudem besaß 1158 das Eichstätter Domkapitel Güter in „Omegesingen“ (= Dorf des Amechis?), deren Zahl später mit sieben angegeben wird. 1239 hatte auch das Augustinerchorherrenstift Rebdorf Besitz in Emsing. In der Auseinandersetzung um die Hirschberger Erbschaft nach dem Aussterben der Hirschberger 1305 mit dem letzten Eichstätter Schutzvogt Gebhard VII. gelangte das Dorf zum Hochstift Eichstätt, verwaltet zunächst vom bischöflichen Vogtamt auf Burg Brunneck (nur für niedere Gerichtsbarkeit von den 22 bischöflichen Gütern zuständig; die hohe Gerichtsbarkeit wurde vom bischöflichen Richteramt Greding ausgeübt), ab Mitte des 16. Jahrhunderts bis zur Säkularisation 1803 vom Vogtamt Titting, das beide Gerichtsbarkeiten, die hohe und die niedere, ausübte. Eine Taferne ging 1312 an der Bischof Philipp. 1480 hat die Pfarrei Emsing eine Kooperatur und mit Biburg, Erkertshofen, Grafenberg, Heiligenkreuz, St. Martin in Titting und Petersbuch sechs Filialen und war damit Mittelpunkt einer Urpfarrei des Bistums Eichstätt; noch 1602 ist dies unverändert. 1486 kamen die Emsinger Lehengüter des Klosters Rebdorf in fürstbischöflichen Besitz. 1595 wurde der Pfarrhof neu gebaut; gemäß einem Visitationsbericht von 1622 hatte das Domkapitel die Bau- und Unterhaltslast, jedoch mussten darüber die Pfarrer in der Folgezeit öfters Auseinandersetzungen mit dem Domkapitel führen. Im Dreißigjährigen Krieg schlug hier 1637 das kaiserliche Heer sein Winterquartier auf. 1647 stand hier das Hauptquartier des kaiserlichen Generals Gelen. 1724 wurde für die Sebastiansbruderschaft ein Ablass errichtet. 1783/84 kam es wiederum zu einem Neubau des Pfarrhofs.
Nach der Säkularisation wurde der Ort unter bayerischer Herrschaft 1818 eine eigenständige Gemeinde, zu der die nahe Ablaßmühle an der Anlauter und das südlich auf der Albhochfläche gelegene Hofgut Herlingshard gehörte. Mit Abschluss des Ersten Weltkrieges wurden die Besitzverhältnisse zwischen Pfarrei, Gemeinde und Schule neu geregelt.
Die 1950 von Altdorf angestrebte Angliederung wurde von Emsing abgelehnt. Bei der Gebietsreform, die am 1. Januar 1972 in Kraft trat, schloss sich Emsing der Großgemeinde Titting an und wechselte mit dieser am 1. Juli 1972 vom mittelfränkischen Bezirksamt bzw. Landkreis Hilpoltstein zum oberbayerischen Landkreis Eichstätt über. 1962 wurde eine Flurbereinigung durchgeführt; 1983 hatte der Ort bei 271 Einwohnern sechs Vollerwerbs- und 14 Nebenerwerbsbauernanwesen.

## Bauwerke und Denkmäler

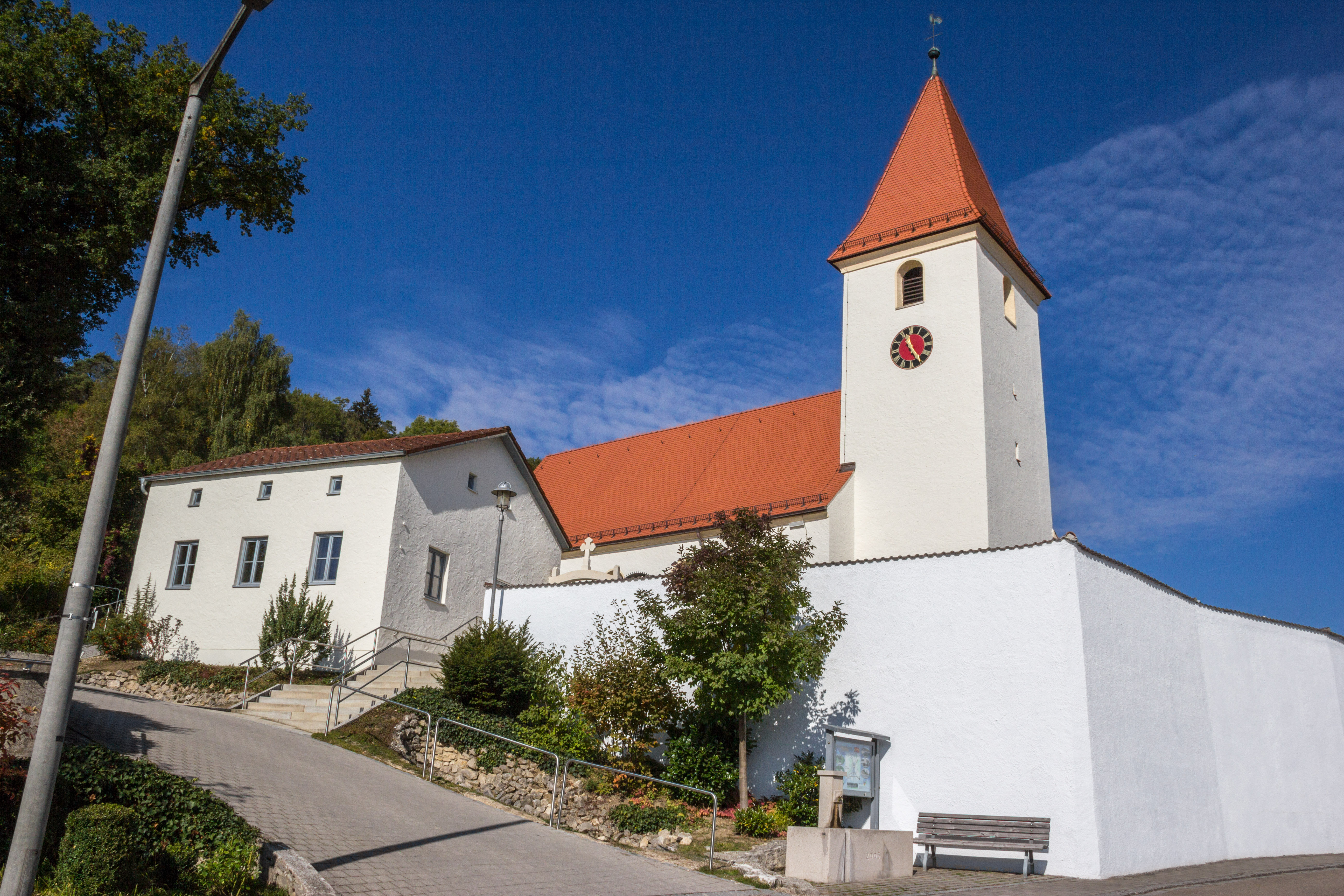
Pfarrkirche St. Martin

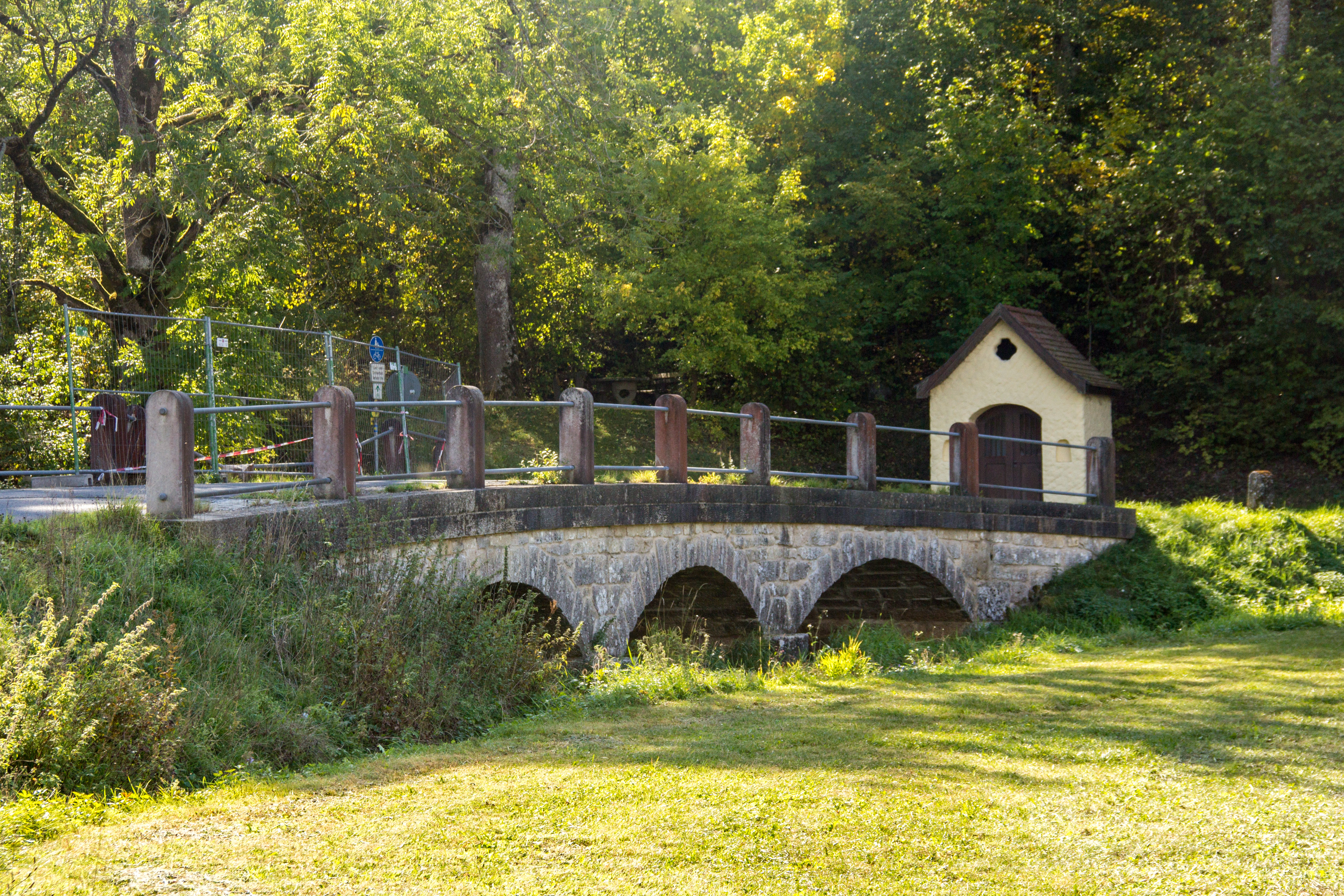
Anlauterbrücke

- Die katholische Pfarrkirche St. Martin, erhöht mit Pfarr- und Schulhaus am nördlichen Ausgang des Dorfes gen Morsbach gelegen, fungierte einst als Wehrkirche (Wehrkirche Emsing). Der Vorgängerbau der jetzigen Kirche wurde 1277 konsekriert. 1612 baute man die Kirche neu, erweiterte sie 1738 und verlängerte sie 1869. Die Turmuntergeschosse mit Chor und mit östlichem Schlitzfenster in einer Stichbogennische stammen aus der Romanik; der heutige Turmabschluss, das Glockengeschoss mit einem vierseitigen ziegelgedeckten Spitzhelm, dürfte 1612 aufgeführt worden sein. Der barocke Hochaltar stammt aus dem frühen 18. Jahrhundert, erfuhr aber Veränderungen. Die beiden Seitenaltäre von 1735 haben spätgotische Seitenfiguren: Sie stellen den hl. Leonhard und den hl. Laurentius dar (um 1480) sowie die hl. Barbara und die hl. Katharina (Ende des 15. Jahrhunderts). Das Hochaltarblatt St. Martin malte 1764 der Kipfenberger Anton Köll (Köhl), das Deckengemälde 1899 Sebastian Wirsching. Die barocke Kanzel wurde Ende des 17. Jahrhunderts geschaffen. 1988 wurde eine neue Orgel von Johannes Karl eingebaut. – Emsing ist noch heute Pfarrsitz.
- Am Eingang zum Friedhof steht der sog. Martinssaal, ein eingeschossiges Gebäude mit hohem Kniestock, 1828 als erstes Schulhaus errichtet; es ist in die Bayerische Denkmalliste eingetragen. Auch das zweite ehemalige Schulhaus, das um 1870 errichtet wurde und sich als zweigeschossiger Bau mit Kalkplattendach am Hang oberhalb der Kirche befindet, steht – neben weiteren Gebäuden Emsings – in dieser Liste.
- 1920 wurde das ehemalige Beinhaus in eine Kriegergedächtniskapelle mit Pietà umgewandelt.
- Im Friedhof finden sich ein mittelalterlicher Taufstein und mittelalterliche Grabsteine aus Kalkstein.
- Südlich des Ortes, am gegenüberliegenden Anlauterufer, findet man eine Kapelle aus dem 19. Jahrhundert und einen älteren, renovierten Bildstock. Die dortige dreijochige Anlauterbrücke wurde 2001 saniert.
- Untertägig liegen bei Emsing eine Teilstrecke des Raetischen Limes und die römischen Wachposten 14/64 und 14/65.

## Persönlichkeiten
- Anton Gmelch (1821–1905), Pfarrer in Balzers (Liechtenstein), Verfasser eines Lesebuches für Schulen, 1862–1867 Mitglied des liechtensteinischen Landtags
- Alberista Dirsch (1902–1944), Steyler Missionsschwester und Märtyrin, geboren in Emsing
- Franz Sand, 1947–1982 Pfarrer von Emsing, Heimatforscher des Anlautertales († 2. August 1991)